# Vår Frus församling
Vår Frus församling var en församling i Uppsala stift i nuvarande Uppsala kommun. Församlingen uppgick senast 1534 i Sankt Pers församling.

## Administrativ historik
Församlingen har medeltida bakgrund och uppgick senast 1534 Sankt Pers församling och utgjorde före dess ett eget pastorat.  